# Сімейна справа (фільм, 1989)
«Сімейна справа» (англ. Family Business) — американська кримінальна комедія 1989 року режисера Сідні Люмета за сценарієм Вінсента Патріка на основі його ж роману.

## Сюжет
Адам, студент коледжу, мав стипендію і чудові перспективи. Але за шість місяців до закінчення навчання він вирішив кинути коледж, задумавши пограбування на мільйон доларів. Йому з охотою береться допомогти його дідусь Джессі, невиправний шахрай. Але для виконання задуманого треба троє. І Адам з Джессі втягують у цю справу Віто, батька Адама, який колись брав участь у крадіжках Джессі, але давно вже зарікся не порушувати закон і давати своєму сину лише позитивний приклад.
Чудовий, здавалося б, план пограбування призводить до затримання Адама і загрози для нього великого терміну ув'язнення. Віто, відчуваючи великі докори сумління, зізнається поліції і викриває Джессі. Суддя виносить вирок умовного ув'язнення для Адама і Віто та 15-річний термін ув'язнення для Джессі, що рівноцінно пожиттєвому.
Адам провідує Джессі у в'язниці, відмовляючись спілкуватися з батьком. Джессі помирає, перед смертю пояснивши Адаму, чому він взяв усю вину на себе.

## У ролях
| Актор            | Роль             |
| ---------------- | ---------------- |
| Дастін Гоффман   | Віто Макмаллен   |
| Шон Коннері      | Джессі Макмаллен |
| Метью Бродерік   | Адам Макмаллен   |
| Розанна ДеСото   | Елейн Макмаллен  |
| Джанет Керрол    | дівчина Джессі   |
| Вікторія Джексон | дівчина Адама    |
| Білл МакКатчон   | власник бару     |
| Бредлі Вонг      | Джиммі Чу        |
| Джеймс Толкан    | суддя            |

## Критика
На Rotten Tomatoes фільм отримав оцінку 35% на основі 17 відгуків від критиків і 28% від більш ніж 5000 глядачів.